# 厚皮多枝介
厚皮多枝介（学名：Polycope integumentalia）为多枝介科多枝介屬下的一个种。